# Jiří Pešek (piłkarz)
Jiří Pešek (ur. 4 czerwca 1927 w Pradze, zm. 29 maja 2011) – piłkarz czeski grający na pozycji napastnika. W swojej karierze rozegrał 11 meczów i zdobył 1 gola w reprezentacji Czechosłowacji.

## Kariera klubowa
Swoją karierę piłkarską Pešek rozpoczął w klubie Bohemians 1905, później noszącym nazwę Železničáři Praga. W 1952 roku przeszedł do Spartaka Praga Sokolovo. W 1952 i 1954 roku wywalczył z nim dwa tytuły mistrza Czechosłowacji. W latach 1956–1959 grał w Dynamie Praga, a w latach 1959–1965 – w Motorlecie Praga.

## Kariera reprezentacyjna
W reprezentacji Czechosłowacji Pešek zadebiutował 11 maja 1947 w wygranym 3:1 towarzyskim meczu z Jugosławią, rozegranym w Pradze. W 1954 roku został powołany do kadry na mistrzostwa świata w Szwajcarii. Na tym turnieju wystąpił w meczu z Urugwajem (0:2). Od 1947 do 1957 roku rozegrał w kadrze narodowej 11 spotkań i zdobył 1 bramkę.